# 230P/LINEAR
La comète LINEAR, officiellement 230P/LINEAR, est une comète périodique du système solaire, découverte le 27 octobre 2009 par le programme LINEAR.